# Iszkułowo
Iszkułowo (ros. Ишкулово) – wieś (sieło) w Rosji, w Baszkortostanie, w rejonie abzieliłowskim. W 2010 liczyła 1257 mieszkańców.